# Jacint Verdaguer (métro de Palma)
Jacint Verdaguer est une station de métro à Palma, dans les îles Baléares, en Espagne. Située sur la ligne M1 entre Estació Intermodal et Son Costa / Son Fortesa, elle a ouvert le 25 avril 2007.